# Amblyoproctus squamosus
Amblyoproctus squamosus är en skalbaggsart som beskrevs av Roger Paul Dechambre 2008. Amblyoproctus squamosus ingår i släktet Amblyoproctus och familjen Dynastidae. Inga underarter finns listade i Catalogue of Life.